# Grivy-Loisy
 Grivy-Loisy  es una población y comuna francesa, en la región de Champaña-Ardenas, departamento de Ardenas, en el distrito y cantón de Vouziers.

## Demografía
| 200                       | 191 | 189 | 185 | 435 | 455 | 490 | 471 | 474 | lac. | lac. | 497 | 467 | 467 | 444 | 450 | 423 | 437 | 416 | 412 | 365 | 307 | 297 | 276 | 269 | 264 | 274 | 226 | 219 | 182 | 182 | 190 | 191 | 178 |
| (Fuente: Cassini e INSEE) |     |     |     |     |     |     |     |     |      |      |     |     |     |     |     |     |     |     |     |     |     |     |     |     |     |     |     |     |     |     |     |     |     |